# صحافة تفاعلية
الصحافة التفاعلية عبارة عن نوع جديد من الصحافة يتيح للجمهور إمكانية المساهمة بشكل مباشر في صناعة الخبر. ومن خلال تقنية ويب 2.0، يمكن للمراسلين إجراء محادثات مع الجمهور.
لقد أسهم العصر الرقمي في تغير الطريقة التي يتبعها الأشخاص في جمع المعلومات. فشهدت الصحف، بعد أن كانت المصدر الوحيد للأخبار، حالات من التراجع في تداولها نظرًا لقدرة الأشخاص على الحصول على الأخبار من الإنترنت مجانًا.
وحيث إن معظم الأشخاص قد اتجهوا إلى الحصول على الأخبار من خلال الوسائل التقليدية، مثل الصحف والأخبار التي تُبَثّ، تهدف الكيانات الإخبارية التقليدية، التي بالكاد تحجز مكانًا لها وسط الوسائل الأخرى، إلى تغيير مسار عملية نشر الأخبار استجابةً لرغبات واحتياجات متابعي الأخبار في القرن الواحد والعشرين. ويستند هذا التغيير الحتمي لتقنيات نشر الأخبار إلى تساؤل عالمي: بصورة أساسية، "إذا كانت أعمال الصحافة منتشرة في أحد المجتمعات ولكن لا يوليها أي شخص اهتمامًا، فهل يمكن اعتبارها صحافة؟ هل يمكن للصحافة أن توجد دون جمهور؟”
في إطار مواصلة ممارسة دورها كأدوات لنقل الأخبار، تبنت العديد من الوسائل الإعلامية التقليدية إستراتيجيات تقارب مختلفة. فلقد انغمست الوسائل الإخبارية في مفهوم التقارب التكنولوجي. ويبدو ذلك جليًا من الطريقة التي تعتمد عليها الصحف في إنتاج محتوى الطباعة، فهي لا تقتصر على هذه الآلية فحسب، بل إنها تستخدم كذلك الفيديوهات والرسومات ومقاطع الصوت والإعلام الاجتماعي في عملية إعداد التقارير الخاصة بها. وتسمح الصحافة التفاعلية لوسائل الإعلام بـ "إحداث تقارب مع المواطنين والجمهور كذلك.”
لقد تم طرح مفهوم الصحافة التفاعلية باعتباره محاولة لإعادة تعريف الجمهور وكذا إعادة مشاركته. ذلك أن لديه القدرة على إعادة تحديد الأخبار، مما يتيح للمتابع تحديد الموطن الذي تكمن فيه القيمة الإخبارية. ومن ثَم، فقد يصبح المتابع منتج الأخبار و/أو محررها. وحيث إن دور المتابع أعيد تحديده بالاعتماد على الوصول السهل المسموح به للإنترنت، فإن الصحفيين كذلك في طريقهم لإعادة تحديد دورهم.
لقد أعاد مصطلح الصحافة التفاعلية تحديد الدور الذي طالما اضطلع به مجال الإعلام. وكما يقول جانيس هوم، "كُتب تاريخ أمريكا من أخبار مجتمعاتها، ولقد سردت وسائل الإعلام أخبار المجتمعات منذ بدايتها .”
ومع ذلك، في القرن الواحد والعشرين، تمثل التحدي الذي واجهته وسائل الإعلام في أن المجتمعات لم تعد تعتمد كليا على الكيانات الإخبارية في سرد أخبارها. فبدلًا من ذلك، يمتلك أفراد المجتمع مجموعة واسعة من العناصر عبر الإنترنت، مثل المدونات والمواقع الإلكترونية ووسائل الإعلام الاجتماعية، لنشر أخبارهم. وبالتالي، اضطرت وسائل الإعلام إلى توسيع تعريف "اتصال وسائط الإعلام من "واحد إلى العديد" إلى الاتصال من "العديد إلى العديد".
تعد الصحافة التفاعلية مشابهة، ولكن ليست مماثلة، لـ الصحافة التعاونية، من حيث إنه بدلًا من التحاور مع المراسل، يسهم المراسلون الفرديون غير المنتمين إلى المؤسسة الأم في إعداد المواد والتقارير الإخبارية والعمل على توفيرها.
ويحدد جويس يومي نيب خمسة نماذج من الصحافة العامة. (1) الصحافة التقليدية (2) الصحافة العامة (3) الصحافة التفاعلية (4) الصحافة التشاركية و(5) صحافة المواطن. وتختلف النماذج الخمسة من حيث درجة مشاركة الجمهور في عملية إعداد التقارير، مع اشتمال الصحافة التقليدية على أقل نسبة مشاركة، في حين تشتمل صحافة المواطن على أعلى نسبة.
ومن أكثر أدوات الصحافة التفاعلية شيوعًا المدونات، والتي تسمح بتطوير أخبار القاعدة الشعبية في وجود شهود العيان أو أولئك الذين يتمتعون بالخبرة أو ذوي المصلحة في مجال بحثي معين. وفي كثير من الأحيان، يستشهد المدونون بالمقالات الإخبارية الرئيسية ويضعون روابط لها. وغالبًا ما يحصل الصحفيون الرئيسيون على أفكار الأخبار من خلال المدونات التي يتابعونها. ويتيح تنسيق المدونة للقراء إمكانية إضافة مزيد من المعلومات أو التصحيحات.
وتنشر العديد من المدونات محتوياتها للمشتركين باستخدام تنسيق آر إس إس (RSS)، وهو عبارة عن أداة شائعة لنشر المحتويات.
وإلى جانب المحادثات، تُستخدم الفيديوهات وعروض الشرائح الصوتية والألعاب لنقل المعلومات.
ويرتبط مفهوم الصحافة التفاعلية كثيرًا بـالصحافة المدنية نظرًا لقدرته على استكشاف وسائل جديدة ومبتكرة لتضخيم المحادثات المجتمعية بحجة حل المشكلات العامة.
ويُجرى حاليًا تبني الصحافة التفاعلية ودعمها بواسطة جان شيفر و مختبر جان (J-Lab): معهد الصحافة التفاعلية، الذي يتقلد به شيفر منصب المدير التنفيذي، بجامعة ميرلاند. ويأتي مختبر جان (J-Lab) ليخلف العمل الذي ترأسه شيفر بمركز بيو للصحافة المدنية.
وتكرم جوائز نايت بايتن التابعة لمختبر جان (J-Lab's) للإبداعات في قطاع صحافة الأخبار والمعلومات الواقعة في دائرة الضوء التي تفوق الجهود الحديثة المبذولة في مجال صحافة الوسائط المتعددة والمزايا التي تتمتع بها لإشراك المواطنين بفعالية في القضايا العامة، ودعوتهم للمشاركة وخلق نقاط دخول تثير خيالهم وتدفعهم للمشاركة. ولقد منحت الجائزة الكبرى لعام 2007 لـ تيك بريزيدنت دوت كوم (techPresident.com)
وفي نفس الوقت، هناك نهج آخر للصحافة التفاعلية يتمثل في التطوير الذي تشهده مدرسة دونالد دبليو ريونالدز للصحافة، بـجامعة نيفادا، رينو، في برنامج الماجستير للصحافة التفاعلية البيئية.

## وصلات خارجية
- J-Lab Official Website
- Research Channel Interview with Jan Schaffer about Interactive Journalism
- Jay Rosen
- Interactive Environmental Journalism, Reynolds School of Journalism, University of Nevada